# (464327) 2016 AB110
(464327) 2016 AB110 es un asteroide perteneciente al cinturón de asteroides, descubierto el 9 de abril de 1997 por el equipo Spacewatch desde el Observatorio Nacional de Kitt Peak (Arizona, Estados Unidos).